# Silahdar Hamza Mahir Pascià
Silahdar Hamza Mahir Pascià (Develi, 1727 – Gallipoli, 20 ottobre 1768) è stato un politico ottomano. 
Fu un gran visir dell'Impero ottomano, figlio di un proprietario terriero di nome Mehmet.

## Biografia
Iniziò la carriera amministrativa e divenne uno dei servitori preferiti del principe Mustafa: questi salì al trono con il nome Mustafa III il 20 ottobre 1747, e lo nominò suo sihladar (epiteto che incorporò nel suo nome). Poco dopo gli conferì il grado di visir (giugno 1758) e lo diede in sposo ad una principessa di nome Hibetullah Sultan che però morì dopo soli quattro anni (luglio 1762). Fu governatore in vari luoghi dell'Impero (almeno dodici governatorati tra il 1759 e il 1768); cadde temporaneamente in disgrazia nel 1765, essendo quindi esiliato a Didymoteicho e perdendo il suo incarico. Tuttavia recuperò il favore reale dopo pochi mesi. Nel 1766 fu nominato governatore dell'Egitto ed entrò in conflitto con gli emiri mamelucchi e Ali Bey Al-Kabir: fu espulso dal paese nell'aprile dell'anno successivo. Successivamente fu nominato governatore dell'eyalet di Anatolia.
Nel 1768, il sultano decise di rompere la pace con la Russia; ma il Gran Visir Muhsinzade Mehmed Pascià e lo Sheikh ul-Islam si opposero. In seguito alla deposizione del primo, il 7 agosto 1768, Silahdar Hamza Mahir Pascià fu nominato al suo posto il 3 settembre. A seguito degli ordini del sultano, il consiglio approvò un ultimatum alla Russia con scadenza il 4 ottobre, ma dopo che l'ambasciatore residente russo Aleksey Obreskov ne rifiutò i termini, Silahdar Hamza Mahir Pascià venne imprigionato a Yedikule (6 ottobre). Scoppiò la guerra, e il Gran Visir fu destituito il 17 ottobre 1768 prima dell'inizio effettivo delle ostilità, probabilmente su istigazione del khan di Crimea, ufficialmente essendo in preda alla demenza.
Fu nominato governatore di Creta ma morì sulla strada per Gallipoli alla fine di ottobre 1768.